# Paolo Casini
Paolo Casini (Roma, 14 aprile 1932) è un filosofo e storico italiano, socio corrispondente dell'Accademia Nazionale dei Lincei.

## Biografia
Ha compiuto i suoi studi di filosofia all'Università La Sapienza di Roma avendo come docenti, tra gli altri, Bruno Nardi, Carlo Antoni, Ugo Spirito, Federico Chabod. La sua tesi di laurea, discussa con Ugo Spirito e Tullio Gregory, riguardava L'idea di natura in Denis Diderot, sviluppata in seguito nella monografia Diderot philosophe. 
I suoi interessi di ricerca in storia della filosofia si sono successivamente estesi all'intreccio tra filosofia e scienze sperimentali nel Settecento, soprattutto attorno alla figura di Isaac Newton e alla diffusione della sintesi newtoniana nella cultura filosofica europea, a proposito di filosofi-scienziati come D'Alembert, Buffon, Maupertuis, Clairaut, Eulero, non senza tener conto dell'opera divulgativa di Voltaire, fino a collocare in tale contesto i primi scritti di Kant.
Ha insegnato storia del pensiero scientifico e storia della filosofia moderna nelle Università di Trieste, Bologna, Roma.
Le sue ricerche riguardano Diderot e la filosofia dell'illuminismo, i nessi tra rivoluzione scientifica e riflessione filosofica nei secoli XVII-XIX, l'origine e diffusione della fisica di Newton, le vicende del mito pitagorico tra "prisca philosophia" e "antica sapienza italica", le dispute sorte attorno al darwinismo.

## Pubblicazioni
- Diderot "philosophe", Laterza, 1962.
- L'universo-macchina: origini della filosofia newtoniana, Laterza, 1969.
- Introduzione a Rousseau, Laterza, 1974
- Introduzione all'illuminismo, Laterza, 1980
- Newton e la coscienza europea, Il Mulino, 1983
- Scienza, utopia e progresso, Laterza, 1994
- L'antica sapienza italica. Cronistoria di un mito, Il Mulino, 1998
- Hypotheses non fingo: tra Newton e Kant, Edizioni di Storia e Letteratura, 2006
- Alle origini del Novecento: "Leonardo", 1903-1907, Il Mulino, 2003
- Darwin e la disputa sulla creazione, Il Mulino, 2009.